# Bitwa pod Filippi
Bitwa pod Filippi – bitwa rozegrana w okolicach miasta Filippi w 42 p.n.e. we wschodniej Macedonii, w której triumwirowie – Marek Antoniusz i Oktawian August – zwyciężyli armię republikańską na czele z przywódcami spisku przeciw Cezarowi – Brutusem i Kasjuszem. Gdy klęska była oczywista, Brutus przebił się mieczem, Kasjusz polecił się zabić niewolnikowi.
Po tym, jak obie strony zgromadziły pieniądze, Brutus i Kasjusz połączyli swoje wojska – razem było to 17 legionów oraz liczne kontyngenty sprzymierzeńców. Jesienią armia ta stanęła pod Filippi w Macedonii naprzeciwko wojska Antoniusza i Oktawiana, które tymczasem przybyło przez Adriatyk. Pozycje zajęte przez wojska Brutusa i Kasjusza umożliwiły im kontrolowanie szlaków komunikacyjnych, prowadzących w kierunku Morza Egejskiego oraz cieśnin morskich na wschodzie. Ich strategia polegała na tym, aby posiadające przewagę, zahartowane w walce wojsko triumwirów odciąć od posiłków i zaopatrzenia, a tym samym osłabić jego zdolność bojową. Początkowo strategia ta przynosiła zamierzone efekty, lecz wkrótce Antoniuszowi udało się pokrzyżować wrogowi plany i niemal odciąć republikanom drogę do morza. Brutusowi i Kasjuszowi nie pozostawało nic innego, jak stanąć do walki w decydującej bitwie.
W pierwszym starciu, do którego doszło w październiku, Antoniusz odniósł zwycięstwo nad Kasjuszem (który w przeświadczeniu, że wszystko stracone, popełnił samobójstwo), a Brutus nad Oktawianem. Kilka tygodni później, w listopadzie, doszło pod Filippi do drugiej bitwy – tym razem triumwirowie odnieśli całkowite zwycięstwo. Brutus uznawszy brak jakiejkolwiek nadziei, nie chcąc wpaść w ręce zwycięzców odebrał sobie życie.